# På luffarstråt
På luffarstråt (originaltitel: The Road) är en självbiografisk bok från 1907 av den amerikanske författaren Jack London. Boken översattes första gången till svenska 1916 av Mathilda Drangel under titeln Vagabondlif.
I boken redogör London för sina upplevelser som luffare under 1890-talet, under den värsta ekonomiska depressionen USA hade upplevt fram till dess.